# Pierre-Marie Le Provost de Launay
Pour les articles homonymes, voir Le Provost et Launay.
Pierre-Marie Le Provost de Launay (23 novembre 1785, Pontrieux - 1er juin 1847, Lanmodez), est un homme politique français.

## Biographie
Pierre-Marie Le Provost de Launay est le fils d'Augustin Vincent Le Provost de Launay, avocat au Parlement, sénéchal, président du tribunal de Pontrieux, et de Jeanne Marie Denis du Porzou. Il est l'oncle d'Auguste Le Provost de Launay.
En 1826, il épouse Claudine Le Pomellec.
Propriétaire et maire de Pontrieux, il est élu, le 6 novembre 1830, député du collège de département des Côtes-du-Nord, en remplacement de Paul Frotier de Bagneux, démissionnaire. Il prend place au centre, et, aux élections qui suivent la dissolution de la Chambre, échoue, le 5 juillet 1831, dans le 1er collège des Côtes-du-Nord (Saint-Brieuc). 
Candidat à l'élection partielle motivée, dans le 4e collège du même département (Guingamp), par la mort de Loyer, il est élu député, le 27 mai 1832, et est réélu, le 21 juin 1834, dans le 5e collège (Lannion). 
Conseiller général des Côtes-du-Nord, Le Provost de Launay fait partie de la majorité ministérielle et quitta la vie politique aux élections générales de 1837.

## Source
- « Pierre-Marie Le Provost de Launay », dans Adolphe Robert et Gaston Cougny, Dictionnaire des parlementaires français, Edgar Bourloton, 1889-1891 [détail de l’édition]